# Andrei Kurkov
Andrei Iúrievitx Kurkov (en ucraïnès: Андрій Юрійович Курков; en rus: Андре́й Ю́рьевич Курко́в; Leningrad, 23 d'abril de 1961) és un intel·lectual i escriptor ucraïnès en llengua russa, i també en ucraïnès. És autor de més de 20 novel·les, entre elles el best-seller Smert postoronnego (Mort d'un foraster, traduït al castellà com a Muerte de un pingüino), traduït a més de 30 llengües, més de 20 llibres per a infants i una vintena de guions de documental, de ficció i de telefim. La seva obra està traduïda a més de 37 idiomes i s'ha publicat a 65 països. Kurkov, que ha estat durant molt de temps comentarista sobre qüestions d'Ucraïna per als mitjans de comunicació internacionals, ha escrit diversos articles per a publicacions d'arreu del món. Els seus llibres destaquen per l'humor negre, la descripció de la realitat postsoviètica i els elements surrealistes.
Kurkov viu a Kíiv amb la seva esposa anglesa, Elizabeth, i els seus tres fills. Després de la invasió russa d'Ucraïna del 2022, es va convertir en un desplaçat intern, i continua escrivint i manifestant-se sobre la guerra.

## Biografia
El pare de Kurkov era pilot de proves i la seva mare era metgessa. Va començar a escriure als set anys quan, després de la mort de dos dels seus tres hàmsters, va escriure un poema sobre la solitud de la mascota que quedava. També va produir poesia sobre Lenin inspirada per l'educació soviètica de l'època.
Després d'haver-se graduat a l'Institut de Llengües Estrangeres de Kíiv, i com a traductor del japonès, va ser destinat al servei militar d'assistent a la KGB. Més endavant, va aconseguir que el canviessin al servei de la policia militar, fet que li va proporcionar un major grau de llibertat en un lloc de guàrdia a la presó d'Odessa. Va ser durant aquest període que Kurkov va escriure totes les històries dels seus fills.
La seva primera novel·la es va publicar dues setmanes abans de la dissolució de la Unió Soviètica i va ser quan va fer els primers passos cap a l'autoedició. Amb diners prestats d'amistats va finançar el seu treball i va aconseguir publicar de manera independent. Mentre organitzava la distribució també venia còpies en mà a les parades dels carrers més concorreguts. Com molts escriptors d'èxit, Kurkov va tenir dificultats per obtenir el seu primer contracte editorial: va rebre 500 rebuigs abans de ser acceptat, temps en el qual havia escrit gairebé vuit novel·les completes. El 2018 va ser elegit president del PEN Ucraïna.
La seva novel·la Bickfordov mir (El mon de Bickford, 2009) va ser qualificada per Sam Leith al Financial Times com «una mena d'encreuament entre The Pilgrim's Progress, Catch-22, El cor de les tenebres i La carretera de Cormac McCarthy, amb un tènue ombrejat, aquí i allà, de Samuel Beckett: una sàtira absurda insistentment onírica modelada per la immensitat de la massa terrestre de Rússia i la bogeria de la seva ideologia de l'era soviètica», i per The Guardian com una «obra que desafia el gènere, que fusiona l'aventura picaresca amb la paràbola postapocalíptica», mentre que el mateix Kurkov la va considerar «la més estimada i important de totes les meves obres».
La novel·la Sèryie ptxoly (Abelles grises), que té «elements tant de la faula com de l'èpica», dramatitza sobre el conflicte del seu país a través de les aventures d'un apicultor.

## Obra publicada
Aquí unes llistes d'algunes de les seves obres.

### Ficció
| Títol original en rus | Títol en ucraïnès (versió original, o títol de la traducció)                                                                          | Traducció literal del títol al català (a 2025 encara no s'ha traduït cap obra al català) | Títol en castellà (quan s'ha publicat una traducció. Diverses obres s'han traduït al castellà, cap al català a 2025)                                                               |
| --- | --- | --- | --- |
| Не приведи меня в Кенгаракс (1991)                                                                                       | Не приведи мене до Кенгаракса (no traduït)                                                                                            | No em porteu a Kengarags | |
| Любимая песня космополита (novel·la curta, 1992)                                                                         | Улюблена пісня космополіту (Navtxalna knyha - Bohdan Books, 2005), traducció:                                                         | La cançó preferida del cosmopòlita | |
| Бикфордов мир (1993) | Бікфордів світ (Khàrkiv: Folio, 1993, 2013), traducció: Víktor S. Boiko                                                               | La metxa lenta o La metxa Bickford (o, més literalment, El mon de Bickford o El mon bickfordià), traduït a l'anglès com a The Bickford Fuse                                                             | |
| Милый друг, товарищ покойника (1995)                                                                                     | Приятель небіжчика (Kíiv: Hramota, 2003; Khàrkiv: Folio, 2018), traducció: Les' Herassimtxuk                                          | Estimat amic, col·lega del difunt | Querido amigo compañero del difunto (Madrid: Lengua de Trapo, 2004), traducció d'Olga Batsiukova i Virginia Rodríguez Cerdá                                                        |
| Смерть постороннего (Vintage Books, 1996) Пикник на льду № 1 (1997)                                                      | Смерть чужого (Kíiv, 2000, 2003), Пікнік на льоду (Khàrkiv: Folio: 2017, 2025), traducció: Les' Herassimtxuk                          | Mort d'un foraster; Altres títols: Pícnic sobre gel (de la traducció a l'alemany Picknick auf dem Eis, 1999); Mort amb pingüí (de la traducció al castellà o a l'anglès(?) Death and the Penguin, 2001) | Muerte con pingüino (Editorial El Tercer Nombre, 2007; Plaza&Janés, 2001; Bcn: Blackie Books, 2017, 2023), traducció: Anne-Hélène Suárez (2001); Mario Grande i Mercedes Fernández |
| Добрый ангел смерти (1997)                                                                                               | Лагідний янгол смерті (Kíiv: KM Publishing, 2009), traducció: Vita Levitska                                                           | El bon àngel de la mort, o, de l'ucraïnès, El dolç àngel de la mort | |
| География одиночного выстрела (2003) Trilogia: Сказание об истинно народном контролёре; Судьба попугая; Пуля нашла героя | (no traduït) | Geografia d'un sol tret (2003) Trilogia: La història d'un veritable controlador del poble; El destí d'un lloro; La bala trobà un heroi                                                                  | |
| Последняя любовь президента (2004)                                                                                       | Останнє кохання президента (Ternòpill: Навчальна книга — Богдан, 2005; Khàrkiv: Folio, 2019) traducció: V. Sahan (2005); Víktor Boiko | L'últim amor del president | |
| Закон улитки (Пикник на льду № 2), (2002)                                                                                | Смерть або Закон равлика (Kíiv: Hramota, 2003; Khàrkiv: Folio, 2017), traducció Les' Herassymtxuk                                     | La llei del cargol (Pícnic sobre gel núm. 2), traduït a l'anglès com Penguin Lost (2005) | Pingüino perdido (Editorial El Tercer Nombre, 2005; Blackie Books, 2025), traducció: Mercedes Fernández Cuesta i Mario Grande (Atalaire)                                           |
| Ночной молочник (2007, Khàrkiv: Folio, 2008)                                                                             | Нічний молочник (Khàrkiv: Folio, 2008 i Nora-Druk, 2008), traducció d'Ostap Slivinskyi                                                | El lleter nocturn | |
| Садовник из Очакова (Khàrkiv: Folio, 2010)                                                                               | Садівник з Очакова (Khàrkiv: Folio, 2010), traducció: Tatiana Naümko                                                                  | El jardiner d'Otxàkiv | El jardinero de Ochákov (Bcn: Blackie Books, 2019), traducció: Marta Rebón |
| Львовская гастроль Джими Хендрикса (Khàrkiv: Folio, 2012)                                                                | Львівська гастроль Джимі Хендрікса (Khàrkiv: Folio, 2013, 2014 en tapa dura), traducció de Víktor Boiko                               | La gira de Jimi Hendrix a Lviv | |
| Серые пчелы (Khàrkiv: Folio, 2018)                                                                                       | Сірі Бджоли (Khàrkiv: Folio, 2018), traducció: Kateryna Issàienko                                                                     | Abelles grises | Abejas grises (Madrid: Alfaguara, Bcn: grup Penguin Random House, 2018), traducció: Esther Cruz Santaella                                                                          |
| Самсон и Надежда (Khàrkiv: Folio, 2020)                                                                                  | Самсон і Надія (Khàrkiv: Folio, 2021), traducció: Víktor Boiko                                                                        | En Samsó i l'Esperança | Samsón y Nadiezhda (Madrid: Alfaguara, Bcn: grup Penguin Random House, 2022), traducció: Marta Sánchez-Nieves Fernández                                                            |
| Серце — не мясо (Khàrkiv: Folio, 2021) Novel·la negra, novel·la històrica (Kíiv, 1919)                                   | Серце — не м’ясо (Khàrkiv: Folio, 2024) , traducció de Víktor Boiko                                                                   | El cor no és carn | |
| | Шенгенська історія. Литовський роман (Khàrkiv: Folio, 2023), traducció de Ièvhen Tarnavskyi                                           | Una història de Schengen. Una novel·la lituana | |
| | Лазнева справа (Khàrkiv: Folio, 2025), traducció de Víktor Boiko novel·la negra, novel·la històrica                                   | L'afer de la casa de banys És la continuació de En Samsó i l'Esperança i El cor no és carn | |
| Ключи Марии | Ключі Марії en col·laboració amb Iurii Vynnytxuk / Iuri Vinnitxuk (Khàrkiv: Folio, 2025), novel·la                                    | Les claus de la Maria | |

### Literatura infantil
| Títol original en rus                                                    | Títol en ucraïnès (original, o títol de la traducció) | Traducció literal del títol al català (a 2025 encara no s'ha traduït cap obra al català) | Títol en castellà (quan s'ha publicat una traducció) |
| ------------------------------------------------------------------------ | --- | ---------------------------------------------------------------------------------------- | ---------------------------------------------------- |
| 11 необыкновенностей из жизни чепухоносиков, их друзей и знакомых (1991) | Пригоди пустомеликів та інші історії Inclou 3 llibres anteriors: «11 оказій із життя пустомеликів, їх друзів і сусідів», «Школа котоповітроплавання» i «Велика повітроплавна подорож» (Kíiv: Makhaon-Ucraïna, 2003), traducció: Volodímir Herman | 11 coses inusuals de la vida dels capsigranyets, els seus amics i coneguts               |                                                      |
| Приключения чепухоносиков, 2007                                          | Пригоди пустомеликів та інші історії (Kíiv: Makhaon-Ucraïna, 2003), traducció: Volodímir Herman | Aventures d'uns capsigranyets                                                            |                                                      |
| Школа котовоздухоплавания, 2007                                          | Казки про пилососика Гошу. Школа котоповітроплавання (Khàrkiv: Folio, 2020), traducció de Víktor Boiko i Oleksandra Lomaka | Contes de l'aspiradora Hoixa; seguit d'Escola d'aeronàutica felina                       |                                                      |

### Assaig
| Títol original en anglès, alemany, rus o altres idiomes | Títol en ucraïnès (original, o títol de la traducció) | Traducció literal del títol al català (a 2025 encara no s'ha traduït cap obra al català) | Títol en castellà (quan s'ha publicat una traducció) |
| --- | --- | ---------------------------------------------------------------------------------------- | --- |
| obra publicada originalment en alemany: Ukrainisches Tagebuch. Aufzeichnungen aus dem Herzen des Protests (Haymon Verlag, 2014), traducció de Steffen Beilich. ISBN 978-3-7099-7154-3 | en anglès apareix com a: Ukraine Diaries: Dispatches from Kiev (Londres: Harvill Secker, 2014), traducció de Sam Taylor, amb epíleg traduït per Amanda Love Darragh | Diari ucraïnès: Notes des del cor de la protesta                                         | |
| originalment en ucraïnès | Рух «Емаус»: Історія солідарності (Lviv: Astroliàbia / Astrolabe Publishing, 2017)                                                                                  | El moviment Emaus. Una història de solidaritat                                           | |
| obra publicada originalment en anglès: Diary of an Invasion: The Russian Invasion of Ukraine (Londres: Mountain Leopard Press, 2022)                                                  | Щоденник агресії. Російське вторгнення в Україну (Khàrkiv: Folio, 2023), traducció de Iúlia Kozlova                                                                 | Diari d'una invasió. La invasió russa d'Ucraïna en ucraïnès: Diari de l'agressió         | Diario de una invasión (Bcn: Editorial Debate / Penguin Random House, novembre 2022) ISBN 978-84-19399-52-6 Traducció: María Serrano Giménez i Pablo Hermida Lezcano |
| publicat originalment en anglès: Our Daily War (Londres: Open Borders Press, Orenda Books, juliol de 2024)                                                                            | | La nostra guerra diària                                                                  | |
| (original en ucraïnès) | Щоденник агресії. Книга 2 (Khàrkiv: Folio, 2024) | Diari de l'agressió. Llibre segon                                                        | |